# Acraea proteina
Acraea proteina är en fjärilsart som beskrevs av Charles Oberthür 1893. Acraea proteina ingår i släktet Acraea och familjen praktfjärilar. Inga underarter finns listade i Catalogue of Life.